# Franz Heigermoser
Franz Heigermoser (* 18. Juni 1956 in Anning, heute ein Ortsteil von Traunreut; † nach dem 5. Mai 1981 unbekannt in Ägypten zwischen Luxor und Kairo) war ein deutscher Bergsteiger und Abenteurer aus dem Pfarrdorf Sankt Georgen im Chiemgau (Bayern).

## Befahrung des Nils
Am 25. August 1980 startete Franz Heigermoser, um als Erster den gesamten Nil von einem der beiden Quellflüsse in Ruanda bis zur Mündung ins Mittelmeer bei Alexandria mit einem Kajak zu befahren. Nach knapp 6000 Kilometern und neun Monaten Fahrt wurde er zwischen Luxor und Kairo ermordet. Seine Leiche wurde nach bisherigem Kenntnisstand zwar gefunden, aber nicht eindeutig identifiziert und in einem Massengrab nahe Kairo beigesetzt.

### Ziel der Ein-Mann-Expedition von Franz Heigermoser
„Erste, vollständige Befahrung der längsten Süßwasserstrecke der Erde. Die meerfernste Quelle auf der Wasserscheide zwischen Atlantik und Mittelmeer in Ruanda liegt südöstlich des Kivusees auf 2700 m Meereshöhe. Einem Bergbach folgend ist der Mwogofluß erreichbar. Über diesen in den Nyabarongo, der schließlich zum Kagera wird, will ich auf dessen 850 km langen Lauf den Victoriasee erreichen. Auf diesem See, der größer als die Schweiz ist, kann ich nach weiteren 400 km an die Quelle des Nils (6671 Kilometer Gesamtlänge) gelangen. Über den Victorianil, Albertnil, Bergnil zum Weißen Nil und schließlich über den 'historischen Nil' ans Mittelmeer soll meine Fahrt sich fortsetzen bis zum ägyptischen Mittelmeerhafen Alexandria. Als Fortbewegungsmittel dient mir ein für diesen Zweck geeignetes Wildwasserkajak.“

### Tagebuch und Fotos
Sowie sich eine sichere Möglichkeit ergab, hat Franz Heigermoser belichtete Diafilme und beschriebene Tagebuchseiten nach Hause geschickt. Der letzte Tagebucheintrag stammt vom 10. April 1981 aus Akasha im Sudan.

### Strecke und zeitlicher Verlauf
Am 25. August 1980 startete Heigermoser am Rukarara (Nyabarongo) bei Kigori. In den Tagen zuvor bestieg er den Vulkan Karisimbi (4507 m), den höchsten Berg Ruandas, der die Wasserscheide zwischen den Flüssen Kongo im Westen und Nil im Osten bildet.
Seine Fahrt endete tragisch ungefähr Mitte bis Ende Mai 1981 auf dem Nil zwischen Luxor und Kairo.

### Letzte Postkarte aus Luxor
Am 5. Mai 1981 wurde in Luxor von Franz Heigermoser eine letzte Postkarte aufgegeben, die zehn Tage später zuhause ankam.

„Liebe Eltern, der 22. Breitengrad ist eine scharfe Grenze zwischen den besten Menschen der Welt und dem größten Gesindel. In Ägypten wimmelt es von Bettlern und Dieben. Meine Besichtigungspläne mußte ich leider kürzen, weil es nicht überall Polizei gibt, wo ich vom Fluß weggehen will. 700 km bis Kairo, 1050 bis Alexandria. Ich rechne weiterhin mit dem 15.–20. Juni in Venedig. Bis dahin grüßt Euch Franzl!“

### Tod und ungeklärtes Schicksal
Am 20. Mai 1981 wurde an einer Nil-Insel südlich von Kairo eine Leiche angeschwemmt, die ohne Identifizierung in einem Massengrab beigesetzt wurde. Erst nach dem Auftauchen mehrerer Reiseschecks von Franz Heigermoser, die mit gefälschter Unterschrift bei einer Bank in Kairo eingereicht wurden, ging man davon aus, dass er einem Verbrechen zum Opfer fiel. In einem Artikel der Kairoer Zeitung „Al Ahram“ vom 29. September 1981 tauchte zum ersten Mal die Vermutung auf, dass ein Ende Mai angeblich Ertrunkener Franz Heigermoser sein könnte. Der Beschreibung nach handelte es sich um einen „Mann europäischer Herkunft, nicht beschnitten, rote Turnhose und Hemd mit deutschsprachigem Etikett“. Interpol ermittelte und der Bayerische Ministerpräsident Franz Josef Strauß bat in einem Brief den ägyptischen Staatspräsidenten Anwar as-Sadat um Hilfe bei der Aufklärung des Schicksals von Franz Heigermoser. Ein Zahnabdruck, der nach Ägypten geschickt wurde, sollte die Identität der gefundenen Leiche bestätigen. Angeblich handelte es sich laut Aussagen der ägyptischen Behörden nach Vergleich von Gebiss und Zahnabdruck bei dem Ertrunkenen nicht um Franz Heigermoser. Allerdings erklärte ein Vertreter der deutschen Botschaft Monate später, dass die Botschaft von offizieller Seite noch nicht über das Ergebnis der angeblichen Zahnuntersuchung unterrichtet wurde. Es gilt als sehr unwahrscheinlich, dass die Leiche überhaupt exhumiert wurde. Zusätzlich erschwert wurde die Aufklärung durch die Ermordung von Staatspräsident Sadat Anfang Oktober 1981 und die damit verbundenen Unruhen im Land.
Weder das Kajak noch Ausrüstungsgegenstände wurden jemals gefunden.

### Einzigartige Leistung bis heute
Die durchgehende Befahrung des Nils über diese Länge (ca. 6000 km), einschließlich einem der Quellflüsse, Victoriasee, Sudd und Nassersee ist bis heute nur Franz Heigermoser gelungen. Die gesamte Expedition wurde von ihm ohne Anlegen von Depots und ohne Unterstützung durch Sponsoren durchgeführt. Der Sudd ist mit einer Ausdehnung von ca. 800 km (abhängig von jahreszeitlichen Niederschlägen) und einem Gefälle zwischen Juba und Malakal von lediglich 69 m eines der größten Überschwemmungsgebiete der Erde. Die Orientierung in dem weitverzweigten Flusssystem ist extrem schwierig. Zwischen Juba und Malakal gibt es auch heute noch keine Straßen oder Brücken entlang des Nils. Franz Heigermoser ist ebenfalls der Einzige, dem bisher die Befahrung des Sudd mit einem Kajak gelungen ist.

## Bergtouren außerhalb Europas (Auszug)

### Südamerika
1978 Peru (Cordillera Blanca)
- Alpamayo (5957 m)
- Nevado Huascarán (6768 m)
- Artesonraju (6025 m / Erstbegehung über den Ostgrat)

Er bestieg fünf Sechstausender als erster im Alleingang und erhielt dafür vom Ministerium eine Urkunde.
Im Anschluss an seine Bergtouren in den Anden befuhr Heigermoser den Río Ucayali, einen der beiden Quellflüsse des Amazonas, auf einer Strecke von 1300 km bis Iquitos mit einem Einbaum.

### Afrika
1979 Marokko
- Hoher Atlas: Skitouren u. a. Djebel Toubkal (4167 m)

1980 Kenia
- Mount-Kenya-Massiv: Batian (5199 m)

1980 Kongo/Uganda
- Ruwenzori-Gebirge: Margherita Peak (5109 m)

### Asien
1979 Iran
- Elburs-Gebirge: Überschreitung des Vulkans Damawand (5610 m)

## Sonstiges
Franz Heigermoser war Jugendleiter der Alpenvereinssektion Trostberg, Mitglied im DAV-Sicherheitskreis und Student der Feinwerktechnik an der Fachhochschule München.
Er finanzierte Reisen und Ausrüstung ausschließlich mit eigenen Mitteln. In seiner Heimatgemeinde und näheren Umgebung hatte er sich mit seinen Diavorträgen über seine Reisen bereits einen guten Ruf als unterhaltsamer Redner und humoriger Geschichtenerzähler erworben und konnte so seine Reisekasse aufbessern. Auf allen seinen Touren kam er mit sehr wenig Geld aus. Um allzu aufdringlichen Geldforderungen nachkommen zu können, nahm er auf Reisen außerhalb Europas immer mehrere Millionen Mark anno 1923 mit, die er bei Bedarf verteilte.
Auf nahezu allen Fotos, die Franz Heigermoser zeigen – entsprechendes Wetter vorausgesetzt – trägt er das offizielle T-Shirt des Deutschen Alpenvereins. Bei der Befahrung des Nils trug er fast ausschließlich eine rote Turnhose.
Bereits wenige Tage nach dem Start brach Heigermoser auf dem Kagera (Zufluss des Victoriasees) sein Holzpaddel. Er konnte es in der Folge mehrmals notdürftig reparieren. Da er kein Reservepaddel dabei hatte, schnitzte er sich bei nächster Gelegenheit einen Schaft aus einem Stück Holz. Die Paddelblätter fertigte er aus alten Autofelgen. Damit paddelte er den Abschnitt auf dem Albert-Nil sowie mehr als 800 km durch den Sudd. Erst Mitte Februar 1981 erhielt er ein neues Paddel, das ihm Arnold Hasenkopf mit einer Ausnahmegenehmigung über den Kurierweg des Auswärtigen Amtes an die Deutsche Botschaft in Khartum zukommen ließ. Vom Auswärtigen Amt wurden dafür Transportkosten in Höhe von DM 42,50 berechnet.

## Film
Bernhard Aicher drehte 2019 den Dokumentarfilm Tod auf dem Nil – Franz Heigermosers letzte Fahrt über den Bergsteiger und Abenteurer Franz Heigermoser aus Bayern. Der Film wurde erstmals am 16. Oktober 2019 auf dem 17. Tegernseer Bergfilm-Festival sowie am 25. und 26. Oktober 2019 bei den 3. Trostberger Filmtagen gezeigt. Die einzelnen Abschnitte des Films bzw. der Nilfahrt werden von Rüdiger Nehberg, der wenige Jahre zuvor mit Michael Teichmann den Oberlauf des Blauen Nils erstbefahren hat, kommentiert.